# Hermann Kuprian
Hermann Kuprian (* 12. April 1920 in Tarrenz; † 12. Jänner 1989 in Völs) war ein österreichischer Pädagoge, Schriftsteller und Kulturpolitiker.

## Leben und Wirken
Hermann Kuprian besuchte das Bischöfliche Gymnasium Paulinum in Schwaz und studierte anschließend Theaterwissenschaft, Germanistik und Geschichte in Wien, Innsbruck und Zürich. 1940 kam er zur Wehrmacht und wurde 1942 bei Stalingrad schwer verwundet. Er promovierte 1946 zum Dr. phil und schloss sein Studium mit der Lehramtsprüfung in Deutsch und Geschichte ab. Seinen Beruf als Lehrer übte er in Landeck und Innsbruck aus.
Er schloss sich dem 1946 gegründeten Collegium Poeticum an und gehörte dann auch der Dichterrunde Serles an bzw. ab 1951 dem Innsbrucker Turmbund, Gesellschaft für Literatur und Kunst, deren Präsident, literarischer Förderer und Vermittler er von 1964 bis 1986 war. Auch beim Österreichischen P.E.N.-Klub und beim Österreichischen Schriftstellerverband sowie bei der Innviertler Künstlergilde war er Mitglied. Zeitweilig fungierte er bei den Zeitschriften Brennpunkte und den Turmbund-Schriftenreihen als Mitherausgeber. Ab 1966 war er Mitglied des 1957 gegründeten spanischen Ritterordens Caballeros de Yuste. Von 1957 bis 1962 war er Leiter der Volkshochschule und Kulturreferent in Landeck.

## Auszeichnungen
- 1953 Kunstpreis der Stadt Innsbruck für Dramatische Dichtung
- 1969 Lyrikpreis Silberne Rose, Salzburg
- 1974 Verdienstkreuz des Landes Tirol
- 1977 Österreichisches Ehrenkreuz für Wissenschaft und Kunst
- 1979 Zenta Maurina-Preis für Literatur (Westfalen)
- 1980 Ehrenzeichen für Kunst und Kultur der Stadt Innsbruck
- 1981 Medaille Studiosis humanitatis, Literarische Union, Beckingen
- 1984 Ehrenpreis Soli Deo Gloria, Witten
- 1989 Rudolf Descher Feder der Interessengemeinschaft deutschsprachiger Autoren, Wolfenbüttel (posthum)

## Bücher und Schriften
Kuprian kann auf eine umfangreiche Liste von Textbeiträgen, Schriften und Büchern sowie Hörspielen verweisen.
Auswahl
- Der blaue Spiegel. Gedichte. Egger, Imst 1958
- Abendländische Melancholie. Gedichte. Bergland, Wien 1963
- Das große Schemenspiel – eine lyrische Tragödie; Das kleine Schemenspiel – ein lyrisches Proszenium. Wagner, Innsbruck 1965
- Siegel unendlich. Versidylle. Der Karlsruher Bote, Karlsruhe 1967
- orphische gespräche. poetische texte. Relief, München 1970
- Die Wahl in Wolkenheim. Komödie. Edition V. Schmidt / W. Moser, Innsbruck 1971
- Flucht und Spiel. 4 Dramen. Österreichische Verlagsanstalt, Wien 1971
- Die Verschleierten. Ein lyrisches Dramation. Österreichische Verlagsanstalt, Wien 1972
- Romanze vom goldenen Leben oder Die Olympiade von Wolkenheim. Komödie. Bläschke, Darmstadt 1974
- Menschenflamme. Monodrama. Bläschke, Darmstadt 1977
- Quelle im Schnee. Hörspiel. Bläschke, Darmstadt 1977
- tua dei zau au. gkearts glöbts gschribmes. Gedichtle im Torrter (Tarrenzer) Dialekt. Turmbund, Innsbruck 1980
- Orphische Verwandlung. Ein Trinoidon. Kellner & Plieseis, Wels 1982
- Bruder, hab ich recht getan? Gedichte. Stoedtner, Berlin 1984
- Ahasver. Einakterzyklus in 6 Teilen. Wagner, Innsbruck 1984
- Gerichtspräsident Jeder. Schauspiel. Edition V. Schmidt / W. Moser, Innsbruck 1984
- Sing öppes! Gedichte in Tiroler Mundart (Oberland, Gurgltal). Welsermühl, Wels 1989